# Bertil Mårtensson
Bertil Mårtensson (* 1945, Malmö, Švédsko – 4. listopadu 2018) byl švédský filosof a spisovatel, autor detektivních, vědeckofantastických a fantasy románů.

## Životopis
Narodil se v Malmö na jihu Švédska. Má doktorát z filosofie a do roku 1993 přednášel na univerzitě v Umeå a v Lundu. Většinu svého života prožil v Skåne, nyní žije v Helsingborgu.
Mårtensson byl již od mládí aktivní ve švédském sci-fi fandomu a roku 1963 vydal časopisecky svou první povídku Urhemmet (Původní domov). Během šedesátých a později také během devadesátých let 20. století redigoval celou řadu fanzinů, psal eseje, povídky a romány pro mládež i pro dospělé čtenáře. Jako filozof napsal učebnici formální logiky a úvod do filozofie vědy.
Svůj první román Detta är verkligheten (česky jako Světy bez hranic) vydal roku 1968. Dílo, které je kombinaci fantasy a science fiction, bylo roku 1972 oceněno na Euroconu jako nejlepší švédská sci-fi. Je rovněž velmi úspěšným autorem detektivek. Jeho román Växande hot (1977, Narůstající hrozba) byl kupříkladu vyznamenán cenou Sherlocka Holmese (Sherlock-priset) jako nejlepší švédská detektivka roku.

## Dílo
- Detta är verkligheten (1968, česky jako Světy bez hranic), sci-fi a fantasy román odehrávající se v daleké budoucnosti ve světě, zabydleném zlými princi, krásnými princeznami, permoníky, příšerami i inteligentními zvířaty.
- Skeppet i kambrium (1974, Loď v kambriu), sci-fi román odehrávající se ve světě zbaveném přirozeného života, ale plného umělých rostlin, ptáků a hmyzu, který slouží jako vězení pro nepohodlné lidi, kteří jsou zde umístěni s falešnými vzpomínkami.
- Samarkand 5617 (1975, sci-fi román odehrávající se na planetě Vilahall, kde lidští kolonizátoři ztratili již před tisíci lety kontakt se zbytkem lidstva. Po obnovení kontaktu se obyvatelé planety stanou šachovými figurkami v boji dvou umělých inteligencí.
- Mah-jongmorden (1976, Mahjong vraždy), detektivní román, první, ve kterém vystupuje komisař Jan Erelius.
- Adolf och Javamännens gåta (1976), detektivní román.
- Jungfrulig planet (1977, Panenská planeta), sci-fi román s ekologickým námětem odehrávající se na planetě obydlené inteligentními bytostmi. Tato skutečnost je však utajena, aby planeta mohla být vykořisťována a s domorodci se zachází jako se zvířaty.
- Växande hot (1977, Narůstající hrozba), detektivní román, ve kterém opět vystupuje komisař Jan Erelius.
- Mordet på dr Faust (1978, Vražda doktora Fausta), další detektivní román s komisařem Janem Ereliem.
- Sadisterna (1979), čtvrtý a poslední detektivní román s komisařem Janem Ereliem.
- Vilse (1979, Scestí), sbírka sci-fi povídek napsaná společně s Stevem Sem-Sandbergem.
- Vakthundarna (1979, Hlídací psi), sbírka básní z let 1965–1977 se sci-fi náměty.
- Deral bågskytt (1979, Deral lukostřelec), sci-fi román.
- Maktens vägar (1980–1983, Cesty moci), fantasy trilogie ovlivněná sbírkou arabských lidových pohádek Tisíc a jedna noc a severskými motivy, přepracováno a rozšířeno roku 1997:
  - Vägen bort (1980, Cesta pryč),
  - Vägen tillbaka (1980, Cesta zpátky),
  - Vägen ut (1983, Cesta ven).
- Kontrakt med döden (1983, Smlouva se smrtí), kriminální román.
- Förvandlas (1986, Transformace), sbírka tří sci-fi povídek.
- Det gyllene sprĺnget (1987, Zlatý skok), sci-fi román o lidské kolonizaci planety s inteligentní kočičí rasou.
- Vingmästarens dotter (1992, fantasy román.

## Česká vydání
- Otázka (1965, En fråga), povídka, časopis Světová literatura 1981/1,
- Bouře (1966, Stormen), povídka, časopis Světová literatura 1981/1.
- Světy bez hranic, Albatros, Praha 1982, přeložil Ivo Železný, znovu 1989.